# Чемпионат мира по академической гребле 2014
44-й чемпионат мира по академической гребле прошёл с 24 по 31 августа 2014 года близ голландского Амстердама.

## Медалисты

### Мужчины
| Дисциплина                       | Золото | Золото  | Серебро | Серебро | Бронза | Бронза  |
| Одиночки M1x                     | Ондржей Сынек Чехия | 6:37.12 | Махе Драйсдейл Новая Зеландия | 6:37.85 | Анхель Фурнье Родригес Куба | 6:44.31 |
| Двойки парные M2x                | Хорватия Мартин Синкович Валент Синкович | 6:00.52 | Италия Романо Баттисти Франческо Фосси | 6:04.42 | Австралия Джеймс Макрей Александр Белоногофф | 6:04.43 |
| Четвёрки парные M4x              | Украина Дмитрий Михай Иван Довгодько Александр Надтока Артём Морозов                                                                             | 5:32.26 | Великобритания Грэм Томас Сэм Таунсенд Чарльз Кусинс Петер Ламберт                                                                                     | 5:32.35 | Германия Карл Шульце Филипп Венде Тим Громан Кай Фурманн | 5:36.97 |
| Двойки M2-                       | Новая Зеландия Эрик Маррей Хэмиш Бонд | 6:09.34 | Великобритания Джеймс Фоад Мэттью Лэнгридж | 6:13.75 | ЮАР Винсент Брит Шон Киллинг | 6:16.85 |
| Четвёрки M4-                     | Великобритания Эндрю Триггз-Ходж Джордж Нэш Мохамед Сбихи Алекс Грегори                                                                          | 5:40.24 | США Грант Джеймс Хенрик Руммель Майкл Дженнаро Сет Вайль                                                                                               | 5:42.90 | Австралия Фергус Прагнелл Спенсер Тёрнер Джошуа Данкли-Смит Александер Ллойд                                                                                 | 5:43.47 |
| Двойки с рулевым M2+             | Новая Зеландия Эрик Маррей Хэмиш Бонд Кейлеб Шеперд                                                                                              | 6:33.26 | Великобритания Алан Синклейр Скотт Дюрант Хенри Филдмен                                                                                                | 6:43.45 | Германия Петер Клуге Александер Эглер Йонас Визен | 6:45.85 |
| Восьмёрки M8+                    | Великобритания Мэттью Готрел Константин Лулудис Питер Рид Пол Беннетт Натаниэль Райли-О’Доннелл Том Рэнсли Мэттью Тэррент Уильям Сэтч Филан Хилл | 5:24.11 | Германия Андреас Куффнер Мальте Якшик Максимилиан Райнельт Эрик Йоханнесен Макс Планер Феликс Драхотта Рихард Шмидт Феликс Вимбергер Мартин Зауэр      | 5:24.77 | Польша Збигнев Сходовский Марцин Бжезинский Кристиан Арановский Михал Шпаковский Николай Бурда Пётр Ющак Даниэль Трояновский Матеуш Виланговский Роберт Фукс | 5:26.90 |
| Одиночки, лёгкий вес LM1x        | Италия Марселло Миани | 6:43.37 | Германия Ларс Хартиг | 6:46.73 | Швейцария Михаэль Шмид | 6:50.88 |
| Двойки парные, лёгкий вес LM2x   | ЮАР Джеймс Томпсон Джон Смит | 6:05.36 | Франция Стани Делейр Жереми Азу | 6:05.45 | Норвегия Кристоффер Брун Аре Страндли | 6:05.79 |
| Четвёрки парные, лёгкий вес LM4x | Греция Магданис Панагиотис Элефтериос Консолас Спиридон Яннарис Георгиос Консолас                                                                | 5:42.75 | Германия Йост Шёманн-Финк Даниэль Лавицке Макс Рёгер Константин Штайнхёбель                                                                            | 5:45.65 | Китай Ли Хуэй Тянь Бинь Ван Тесинь Дун Тяньфэн | 5:46.69 |
| Двойки, лёгкий вес LM2-          | Швейцария Симон Нипман Лукас Трамер | 6:22.91 | Франция Огастин Мотерд Томас Барух | 6:25.02 | Великобритания Джонатан Клегг Сэм Скримджор | 6:25.48 |
| Четвёрки, лёгкий вес LM4-        | Дания Каспер Винтер Мортен Йёргенсен Якоб Барсёэ Якоб Ларсен                                                                                     | 5:47.15 | Новая Зеландия Джеймс Хантер Алистэр Бонд Питер Тейлор Кёртис Рэплей                                                                                   | 5:48.76 | Великобритания Марк Олдред Питер Чемберс Ричард Чемберс Крис Бартли                                                                                          | 5:49.58 |
| Восьмёрки, лёгкий вес LM8+       | Германия Даниэль Висготт Симон Барр Торбен Нойман Йонас Килтхау Тобиас Францман Штефан Валлат Свен Кесслер Кан Темель Фредерик Бём               | 5:31.29 | Италия Лука Де Мария Иржи Влчек Армандо Делл’Аквила Джорджо Туччинарди Джанлука Бараттоло Винченцо Серпико Леоне Барбаро Ливио Ла Падула Гвидо Гравина | 5:33.87 | Турция Мерт Картал Байрам Сёнмез Ахмет Юмрукайа Джем Йылмаз Бурак Оздемир Энгин Озкан Хюсейин Кандемир Догсах Болук Каан Шахин                               | 5:34.20 |